# 上海江湾机场
上海江湾机场為一座已經廢棄的機場，位于中國上海杨浦区。

## 歷史

### 日佔期間
上海江湾机场为1939年侵华日军强行圈占民田、拆毁殷行镇所建，当时占地7,000亩，有4个指挥台，跑道长1,500米，用三合土与沥青混合浇铸。跑道成“米”字形，飞机可以从各个方面起降。江湾机场当时是远东最大的机场，一直作为军事用途。

### 抗戰勝利後
抗战胜利后由中华民国国军接管。

### 1949年以後
1949年由中国人民解放军接管，经改建成为亚洲占地面积较大的机场之一，并归空军航空兵部队管理使用。

### 停用
1994年6月起正式停飞，1997年4月30日机场用地交还上海市人民政府。
由于江湾机场废弃后，一度无人管理，荒置数年，因此在机场原址上自然生成了大型的湿地，内有众多的上海原生动植物，成为上海市区难得的半天然“绿肾”，也一度引起是该保留还是开发的争议。最后由于城市发展用地紧缺，上海市人民政府决定在最大限度上保留原有的自然景观、保护环境的基础上进行开发。现在这一地块被称为“新江湾城”。
1999年10月1日，附近的上海浦东国际机场正式开放。

## 事故
- 黑色聖誕之夜空難：中央航空運輸公司48號班機